# Amphioplus servatus
Amphioplus servatus är en ormstjärneart som först beskrevs av Jean Baptiste François René Koehler 1904.  Amphioplus servatus ingår i släktet Amphioplus och familjen trådormstjärnor. Inga underarter finns listade i Catalogue of Life.